# Tadasuni
Tadasuni (Tadasùne in sardo) è un comune italiano di 128 abitanti della provincia di Oristano in Sardegna. Si trova nella regione storica del Guilcer a 180 metri sul livello del mare.

## Storia
I primi insediamenti nel territorio sono attribuibili al Neolitico e all'epoca nuragica, per la presenza nel territorio di alcuni nuraghi.
Con l'età giudicale la Sardegna viene suddivisa in quattro regni autonomi, i giudicati. Tadasuni faceva parte della curatoria di Guilcier, o Gilciber, detta più tardi Ozier Real, della quale fu capoluogo prima Abbasanta e poi Sedilo, posta nella porzione centro-settentrionale del giudicato di Arborea. Con la fine del giudicato e la conquista aragonese nel 1416 tutto il Gilciber e i territori della curatoria di Parte Barigadu vennero concessi in feudo a Valore di Ligia, un arborense che aveva tradito il giudice di Arborea Ugone III nel corso delle guerre tra Aragona e Arborea; quando però Valore e suo figlio Bernardo si recarono a prendere possesso del feudo, vennero uccisi insieme alla loro scorta a Zuri dagli abitanti delle due contrade.
Nel 1435 il paese venne concesso in feudo dal re d'Aragona Alfonso V il Magnanimo a Galcerano de Requenses.
Nel 1537 il feudo, che comprendeva anche i paesi di Sedilo, Boroneddu e Zuri, venne venduto da un nipote del Requenses alla famiglia dei Torresani, e nel 1566 venne elevato al rango di contea confermata agli stessi Torreani. Nel 1726, estinta la famiglia Torresani, il feudo passò al demanio del Regno di Sardegna, amministrato quindi direttamente da funzionari reali e non da signori feudali. Nel 1737 la contea venne elevata a marchesato e concessa al canonico Francesco Solinas. Dal Solinas i feudi passarono ai Delitala che fissarono la residenza a Sedilo. Nel 1839 il sistema feudale venne abolito, il paese fu riscattato agli ultimi feudatari e divenne un libero comune.

### Simboli
Lo stemma e il gonfalone del Comune sono stati concessi con decreto del presidente della Repubblica del 5 aprile 2006.
(D.P.R. 5 aprile 2006)
Il gonfalone è un drappo di rosso.

## Monumenti e luoghi d'interesse
- La chiesa di San Nicola di Bari, un edificio religioso situato a Tadasuni, centro abitato della Sardegna centrale. Consacrata al culto cattolico è sede dell'omonima parrocchia e fa parte della diocesi di Alghero-Bosa.  L'edificio venne eretto verso la metà del XIX secolo in stile neoclassico con conci di basalto scuro; ha navata unica, absidata e voltata a botte. La chiesa conserva al suo interno una cinquecentesca Madonna di Boele e alcuni pezzi di argenteria tra cui un ostensorio in oro e argento risalente al XIX secolo.  Dagli anni settanta del Novecento fino al 2009, la casa parrocchiale fu sede del "Museo degli Strumenti della Musica Popolare Sarda", allestito dal parroco Giovanni Dore (Suni, 1930 – Alghero, 2007), esperto nelle tradizioni musicali sarde.
- La chiesa di Santa Croce.
- La chiesa campestre di San Michele Arcangelo.

## Società

### Evoluzione demografica
Abitanti censiti

### Etnie e minoranze straniere
Secondo i dati ISTAT al 31 dicembre 2010 la popolazione straniera residente era di 5 persone. Le nazionalità maggiormente rappresentate in base alla loro percentuale sul totale della popolazione residente erano:
- Francia 4 2,17%

### Lingue e dialetti
La variante del sardo parlata a Tadasuni è riconducibile alla Limba de mesania.